# Stephansdom (Wenen)
De Stephansdom is een rooms-katholieke kathedraal en tevens de zetel van de aartsbisschop van het Oostenrijkse aartsbisdom Wenen, in de hoofdstad Wenen. De dom is 107 meter lang en 34 meter breed en is de grootste kathedraal van het land. Het gebouw behoort tot de belangrijkste gotische bouwwerken in Oostenrijk. De Steffl is een van de symbolen van de stad.
De kathedraal, die aanvankelijk een gewone parochiekerk was, is gewijd aan de martelaar Stefanus, die ook de beschermheilige van de kathedraal van Passau is. De kathedraal werd gebouwd in opdracht van de bisschop van Passau. In 1147 was de bouw van de eerste kerk gereed. In 1365 kreeg de kerk een eigen domkapittel en pas in 1469 werd Wenen een bisdom en de kerk een kathedraal. Sinds 1723 zetelt er een aartsbisschop.
Op het hoofdgebouw staan vier torens, waarvan de zuidelijke toren met zijn 136,7 meter de hoogste is. Daarmee is deze de op acht na hoogste kerktoren in de wereld. In het voormalige Oostenrijk-Hongarije mocht geen enkele kerktoren hoger zijn dan de zuidelijke toren van de Stephansdom. Door deze bepaling is bijvoorbeeld de toren van de Nieuwe Dom van Linz twee meter minder hoog. De noordelijke toren is nooit voltooid en is slechts 68 meter hoog. Aan de zijkanten van de hoofdingang staan twee kleinere torens, de Heidentürme, die ongeveer 65 meter hoog zijn. In de noordelijke toren hangt de grootste klok van de kathedraal, die de troetelnaam Pummerin draagt. De Pummerin werd in 1951 aan het bisdom geschonken door de deelstaat Opper-Oostenrijk, nadat de oorspronkelijke tijdens de Tweede Wereldoorlog verloren was gegaan. Ook de rest van de kerk werd op 12 april 1945 door brand zwaar beschadigd, maar werd later gerestaureerd.

## Trivia
- De Stephansdom is afgebeeld op het 10-eurocent-muntstuk van Oostenrijk.